# Runbow
『Runbow』（ランボー）は、カナダのインディーゲームスタジオ13AM Gamesが開発したアクションゲーム。Newニンテンドー3DS版は『Runbow Pocket』のタイトルを用いている。

## 概要
鮮やかな背景色が刻々と変化する世界を舞台に多人数での対戦プレイや協力プレイを行う作品。多様なゲームモードを収録しているが、いずれのモードでも、障害物や足場などが背景色と同色の時に一時的に消滅するという共通の特徴がある。操作キャラクターは、本作オリジナルのヒュー（Hue）やヴァル（Val）などのほか、後述のように13AM Games以外が開発した様々なインディーゲームなどから19体のゲストキャラクターが登場する。
13AM Gamesの開発メンバーはトロントのジョージブラウン大学のゲームデザイン専攻の卒業生たちで構成されており、学生当時の2014年1月末に開催されたゲームジャムで本作の原型を作成し好評を得た。その後、クラスメイトが卒業論文用にWii Uの開発キットを所持していたことからメンバーが周囲の後押しを受けWii Uの発売元である任天堂に話を持ち掛けたところ、当時の任天堂はインディーゲーム支援の取り組み「Nindies」の開始当初だったこともあり、ゲームイベントへの出展など様々なサポートが行われた。

## ゲームモード
「ラン」「アリーナ」「キング オブ ザ ヒル」はオンライン・オフラインの両方、「カラーマスター」「アドベンチャー」「ボーヒモス」はオフラインのみに対応している。
ラン
各種ステージのゴール地点にあるトロフィーの獲得を目指して競争するモード。
アリーナ
固定画面の各種ステージで対戦するモード。
画面外に出たりトラップに触れたりすると敗退し、最後まで残ったプレイヤーが勝利となる。
キング オブ ザ ヒル
固定画面の各種ステージの1か所に設定された王冠エリアの堅守を目指すモード。
キャラクターが王冠に触れるとそのプレイヤー固有のカウント数が減っていき、先に0にしたプレイヤーが勝利となる。
カラーマスター
Wii U版のみ収録の対戦モード。1人のプレイヤーはWii Uゲームパッドを使用する「カラーマスター」となり、それ以外のプレイヤーは各種コントローラを使用しチームを組む。
チームメンバーがゴール地点のトロフィー獲得を目指すという「ラン」と類似した内容だが、カラーマスターは様々な手法でチームを妨害できる。チームメンバーのいずれかがゴールすればチームの勝利、途中で全滅すればカラーマスターの勝利となる。
アドベンチャー
世界に突如現れ悪事を働く無彩色の女・サチュラ（Satura）を倒すために冒険するモード。
格子状のマップからステージを選択し、クリアすると隣接ステージがプレイ可能となる。ステージ内容は「ラン」と同形式のほか、一定数の敵を倒す、一定数のアイテムを集めるといったクリア条件もある。クリアタイムの速さに応じてメダルが手に入り、一定枚数に達するごとにメニュー画面の「ギャラリー」モードでイラストが解禁される。
2016年4月14日配信の有料DLC「サチュラの宇宙アドベンチャー」（Satura's Space Adventure）ではサチュラを操作キャラクターとして進行する。
ボーヒモス
巨大な怪物・ボーヒモス（Bowhemoth）に飲み込まれてしまったプレイヤーが体内からの脱出を目指すモード。
「ラン」のようなステージを連続でクリアしていく構成で、最終ステージをクリアするまでセーブができない。

## ゲストキャラクター
| 名前                   | 登場作品                                       | 備考                            |
| ---------------------- | ---------------------------------------------- | ------------------------------- |
| ショベルナイト         | ショベルナイト                                 |                                 |
| ラスティ               | スチームワールド ディグ                        |                                 |
| ジュアン               | 覆面闘士                                       |                                 |
| トスターダ             | 覆面闘士                                       |                                 |
| スウィフト             | Sportsball                                     |                                 |
| スクラムキティ         | Scram Kitty and his Buddy on Rails             |                                 |
| コマンダービデオ       | BIT.TRIPシリーズ                               |                                 |
| コマンダーガールビデオ | BIT.TRIPシリーズ                               |                                 |
| ゼオ                   | Xeodrifter                                     |                                 |
| マックス               | Mutant Mudds                                   |                                 |
| プリンセス             | Chariot                                        |                                 |
| クローン               | Stealth Incシリーズ                            |                                 |
| ハイパーライト         | Hyper Light Drifter                            |                                 |
| テスラマンサー         | Teslagrad                                      |                                 |
| アリッド               | The Fall                                       |                                 |
| ガンヴォルト           | 蒼き雷霆 ガンヴォルトシリーズ                  |                                 |
| ユニティちゃん         | ユニティ・テクノロジーズ・ジャパンのマスコット |                                 |
| ライラック             | フリーダムプラネット                           | Wii U版では2016年4月14日に配信  |
| シャンティ             | シャンティシリーズ                             | Wii U版では2016年10月24日に配信 |